# Nobleza suiza
La nobleza suiza hace referencia a las familias de origen noble de Suiza. Este país, oficialmente llamado Confederación Suiza, es un conjunto de cantones semiautónomos. El número de cantones de la confederación ha fluctuado a lo largo de la historia, y cada uno de ellos tiene su propia historia y nobleza.
En la Edad Media, varios cantones tenían familias que poseían solo pequeñas tierras locales, mientras que otros cantones tenían familias ennoblecidas en el extranjero. En Suiza existían, además, familias de dinastías vinculadas al Sacro Imperio Romano Germánico. Otros cantones tenían gobernantes de la Casa de Saboya, o de la dinastía gobernante del Reino de Borgoña. Esta diversidad impidió el nacimiento de un Estado con autoridad central monárquica.
Como regla general, se puede decir que la nobleza suiza desde el siglo XIV está dividida en tres categorías:
1. Nobleza adquirida por herencia, en los términos del derecho de familia;
2. Nobleza resultante del ennoblecimiento de un plebeyo o de la creación de un nuevo título para un noble existente;
3. Nobleza adquirida por integración, como fue el caso de Reyff (1577) o Pontherose (1443). Esta integración se debía con frecuencia a un acontecimiento social, o a alianzas con familias nobles. A veces, esto iba acompañado de la adquisición de un dominio nobiliario, por ejemplo cuando el señorío de Mézières fue comprado por Jost Freitag en 1547, con lo que Jost se convirtió en noble.

En Suiza, donde las clases sociales estaban históricamente más cercanas entre sí que en otros países, no se producía ningún conflicto ni pérdida de nobleza si un noble decidía dedicarse a un trabajo manual o asumía un oficio. Por eso, por ejemplo, el noble Jean Gambach pudo convertirse en fabricante de guadañas en 1442, y el noble Louis de Daguet se dedicó a ser carretero a finales del siglo XVIII. Los individuos sólo perdían su nobleza por ilegitimidad o renuncia voluntaria.

## Berna, Friburgo, Soleura, Lucerna
A partir del siglo XV, la creciente presión económica y política de las ciudades-estado incitó a cada vez más familias de la nobleza feudal tradicional a buscar ingresar a los niveles superiores de la ciudadanía. Estas clases altas urbanas de finales de la Edad Media ya estaban compuestas por plebeyos ricos (comerciantes, terratenientes y artesanos), pero también por aristócratas de feudos cercanos o descendientes de ministeriales (es decir, nobles caballerescos, originalmente no libres, al servicio de feudos eclesiásticos o seculares).
Si bien la distinción de jure entre familias nobles y patricias comunes se mantuvo durante algún tiempo, con cuotas para ciertos puestos gubernamentales reservados para cada grupo, estas distinciones se convirtieron en de facto, y cada vez menos rígidas en la era moderna temprana. Las familias no nobles todavía podían ser ennoblecidas mediante cartas patentes, ya sea mediante el favor de monarcas extranjeros (sobre todo los reyes de Francia), o de las propias ciudades. 
Por ejemplo, en 1547 Berna creó la seigneurie de Batie-Beauregard como baronía para un tal Jacques Champion; en 1665, Solothurn concedió cartas de nobleza a los hermanos Marcacci de Locarno; en 1712, Berna creó la seigneurie de Bercher para un miembro de la familia de Saussure.

### Berna
En Berna, en 1643, una ley constitucional creó la clase privilegiada de familias con derecho a ser miembros del Gran Consejo. Desde 1731, el Soberano prohíbe el uso de títulos nobiliarios conferidos por soberanos extranjeros. Desde 1761, los patricios fueron autorizados a ser llamados wohledelgeboren. Luego, el 9 de abril de 1783, se les permitió utilizar la partícula nobiliaria "von" (que significa "de").

### Friburgo
La ciudad-estado de Friburgo definió su clase dirigente patricia a través de la llamada Lettre des Deux-Cents en 1627, y cerró sus filas a las familias no privilegiadas en 1684. Hacia el final del Antiguo Régimen, esta aristocracia comprendía cuatro categorías:
- Familias nobles tituladas (Affry, Alt, Diesbach, Maillardoz, Castella de Berlens)
- Familias nobles sin título (Boccard, Fégely de Vivy, Fivaz, Gléresse, Griset de Forel, Lenzbourg, Maillard, Praroman, de Prel, Reyff de Cugy, Reynold)
- Familias patricias de origen noble cuya nobleza no es tomada en consideración por el Estado (Fégely de Prez, por ejemplo).
- Familias patricias de origen común (Buman, Castella, Reynold, Weck, Wild, etc.)

Tal como se define en la constitución de 1404, los miembros de las dos primeras categorías tenían prohibido ejercer ciertos cargos superiores (banneret y secret, es decir, consejo secreto) a menos que renunciaran a sus privilegios nobiliarios.
En 1782, el Soberano de Friburgo decidió normalizar la situación de estas familias. Suprimió todos los títulos, excepto el de "noble", autorizó a todos los patricios a utilizar la partícula nobiliaria "von", e indicó que en adelante los cargos de "bannerets", "secrets" y "grand-sautier" estarían abiertos a todos los patricios. 
Al confirmar que todas las familias patricias eran nobles por origen o por ser miembros de la clase privilegiada, este "Règlement relativoment à l'introduction de l'égalité des familles patriciennes et de leurs titulatures" (emitido los 17 y 18 de julio de 1782) es una confirmación oficial de un estatus existente más que de un ennoblecimiento colectivo.

### Lucerna
En Lucerna, a finales del siglo XVII, los patricios eran llamados por el título de "Junker" y regularmente hacían uso  de su nobleza cuando estaban en el extranjero, en especial cuando servían en ejércitos extranjeros. Algunas familias también recibieron cartas de nobleza extranjeras.

### Soleura
En San Gall algunas familias poderosas formaron una especie de patriciado, cuyos miembros pertenecen al . Algunas de estas familias consolidaron su posición recibiendo cartas de la nobleza en el extranjero. En 1778 el Consejo Soberano fijó la lista de las siete familias de los "Notenstein" que constituían de hecho la nobleza de San Galo. Algunas familias que no eran miembros de "Notenstein" recibieron diplomas nobiliarios en el extranjero.
- Familias nobles de Ginebra:
  - von Genf
  - von Graffenried
  - von Gunten
- Familias nobles de Fribourg
- Familias nobles de Solothurn
  - Glutz-Blotzheim
- Familias nobles de Lucerna

## Uri, Schwyz, Unterwald
En los cantones de Uri, Schwyz y Unterwald, la evolución política desde la Edad Media hasta el siglo XIX se realizó de forma relativamente similar, pero no condujo a la constitución de un "patriciado", sino más bien a la formación de una clase relativamente cerrada de nuevas familias que compartían el poder político con las antiguas familias nobles. Algunas de las nuevas familias fueron ennoblecidas en el extranjero mientras que otras se incorporaron a la nobleza por "integración".
- Familias nobles de Uri: 
  - Von Attinghausen-Schweinsberg (freiherren, alta nobleza; familia principal de Uri en los siglos XIII y XIV).
  - A mediados del siglo XIII, la abadesa de Fraumünster, gobernante de Uri, nombró a varias familias locales como alguaciles. Estos ministeriales abaciales. Se volvieron más influyentes después del fin de la hegemonía de Attinghausen y generalmente se los considera miembros de la baja nobleza. Incluyen las siguientes familias:
    - Niemirschin (alguacil de Bürglen)
    - Schüpfer (emparentado con los Niemirschin; alguaciles de Bürglen, a veces landammanns de Uri)
    - Meier von Erstfeld (alguaciles de Erstfeld, a veces eigenleute de la abadía de Wettingen)
    - Meier von Silenen (quizás relacionado con los Schüpfer; alguaciles de Silenen ca. 1256–1370; originalmente de Urseren; más tarde también ministeriales del obispo de Sión, con Jost de Silenen ascendiendo al obispado mismo; influyente familia patricia en la ciudad de Lucerna)
    - von Moos (alguaciles de Silenen después de 1370; originalmente probablemente ministeriales de Disentis en el valle de Urseren; más tarde se convertiría en una influyente familia de patricios e industriales en la ciudad de Lucerna; todavía existente)
- Familias nobles de Schwyz:
  - Reding von Bibberegg (ministeriales)
- Familias nobles de Unterwald:
  - Rudenz (ministeriales, originariamente del Haslital)

En el año 1400, la ciudad de Zúrich pasó a ser oficialmente autónoma dentro del Sacro Imperio Romano Germánico. Antes de esta fecha las únicas familias nobles eran las familias de los ministros. Las corporaciones ganaron pronto poder político, dando al mismo tiempo una posición dominante a la corporación noble de los "Constaffel" en la que se constituyó una "cámara noble" llamada "adelige Stube zum Rüden Stübli". La pertenencia de las familias a las Corporaciones era principalmente hereditaria.
Los miembros de Stübli utilizaban el título de "Junker". En 1798 los Stübli contaban con once familias. La familia Bonstetten llegó a Berna en 1463 y desapareció en 1606. Algunas familias aún existentes de la nobleza de Zúrich también recibieron títulos extranjeros, como por ejemplo el conde Hirzel, en Francia en 1788.
- Familias nobles de Zúrich:
  - von Kyburg
  - Bonstetten
  - Moreno
  - Burkli
  - Daeschner
  - Escher desde el cristal
  - Escher del Luchs
  - Hirzel
  - von Jori
  - Kilchsperger
  - Landenberg
  - Manesse
  - Meisa
  - Meyer de Knonau
  - Mülner
  - von Orelli
  - Winterthur

## Schaffhausen, Zug
En los cantones de Schaffhausen y Zug, el poder político pertenecía a las corporaciones, por lo que no existía una verdadera prerrogativa hereditaria para los cargos gubernamentales.
En el cantón de Zug, se extinguieron las cartas nobiliarias concedidas en el extranjero a unas pocas familias. El propio sistema democrático de este cantón dificultó la expansión de la nobleza.
En el cantón de Schaffhausen, las familias nobles formadas desde el siglo XIII eran miembros del "Herrenstube", que en el siglo XV se convirtió en una de las doce corporaciones. Algunas familias antiguas se extinguieron y fueron sustituidas en el "Herrenstube" por nuevas familias de la "nobleza de integración". En 1864, el último privilegio de estas familias fue el derecho a ser sepultados en el "Junkernfriedhof".
- Familias nobles de Berna:
  - von Erlach
  - von Graffenried
  - von Gunten
- Familias nobles de Friburgo
- Familias nobles de Solothurn
  - Glutz-Blotzheim
- Familias nobles de Lucerna

## Valais, Turgovia, Tesino
En los cantones de Valais, Turgovia y Tesino, se mantuvieron las antiguas familias nobles y sólo algunas familias fueron ennoblecidas en el extranjero.
El "patriciado valaisano", que constituyó en particular a los príncipes-obispos, se formó con familias de la antigua nobleza pero también con algunas familias incorporadas a la nobleza ya sea por posesión de un derecho de jurisdicción o por adhesión vía integración. Algunas de estas familias también aceptaron cartas de nobleza en el extranjero. Este patriciado no era un patriciado de derecho, sino de hecho.
El Tesino, antes de convertirse en cantón suizo en 1803, no formaba una unidad política y administrativa y, por lo tanto, no existe una "nobleza del Tesino" en sentido estricto, aunque algunas familias nobles son originarias de esta zona. En Locarno, durante la Reforma, dos de las tres grandes familias feudales de capitanei: Muralto y Orelli emigraron a Zúrich. Se fundó una sucursal de Muralt en Berna. La tercera gran familia, Magoria, permaneció en Locarno. La mayoría de las familias del Ticino ennoblecidas en el extranjero lo fueron por los duques de Milán.
- Familias nobles de San Gall:
  - de Rapperswil
  - de Toggenburg

## Los Grisones
En Los Grisones había un gran número de familias de dinastas y ministros. A partir del siglo XI o XII, los dinastas poseían señoríos sobre los cuales tenían poder más de hecho que como resultado de una ley constitucional. Estas familias mantuvieron sus privilegios hasta el siglo XV y algunas familias conservaron una situación importante, en particular Salis y Planta, mientras que otras fueron ennoblecidas en el extranjero.
En 1794 las Ligas decretaron la cancelación radical de la nobleza, de los títulos y de las partículas. Esta prohibición fue confirmada en 1803 y 1848.

## Glaris, Appenzell
El cantón de Glaris nunca tuvo nobleza de derecho. Sin embargo, en Glaris hay algunas familias ennoblecidas en el extranjero.
En los cantones las familias descendientes del "jefe del Estado" y de los alguaciles formaban de hecho una clase de "nobleza de integración".
En cuanto al cantón de Appenzell Rodas Interiores, se conocen descendientes varones directos de la más elitista familia noble suiza que actualmente viven en el extranjero.
- Familias nobles del Valais
- Familias nobles de Turgovia
- Familias nobles del Ticino

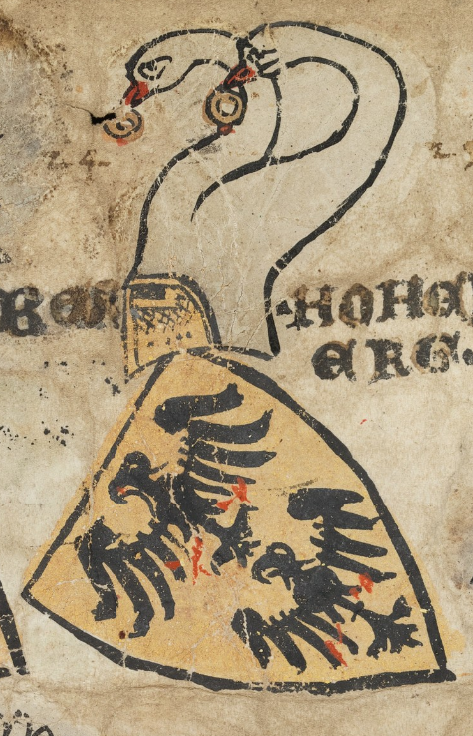
Escudo de armas de Frohburg-Homberg, de la armería de Zúrich

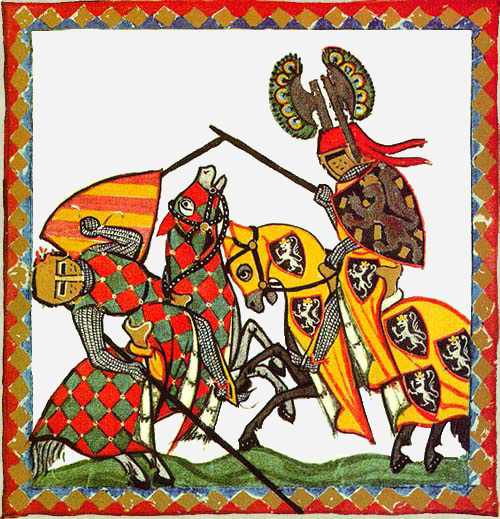
Señor Walther de Klingen, Códice Manesse, folio 52r.

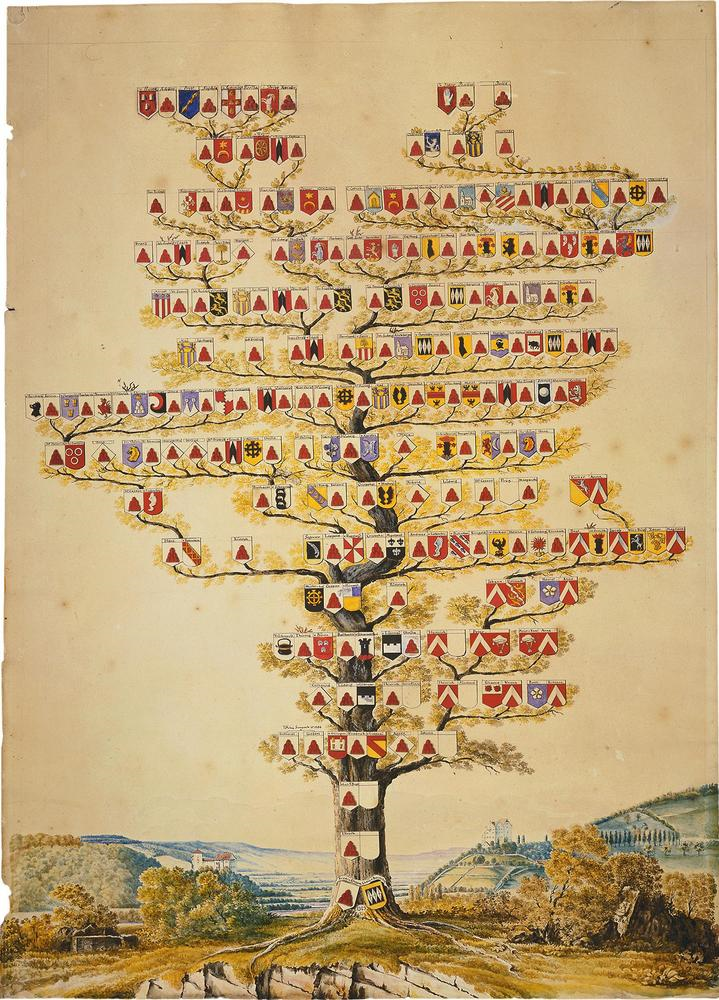
Árbol genealógico de los Effinger (1816), flanqueado por sus castillos de Wildegg (izq.) y Wildenstein (der.)

El cantón moderno de Argovia fue creado recién en 1789 bajo el mandato de Napoleón, cuando el anteriormente austriaco Fricktal se unió a los otros distritos que habían sido conquistados por la Antigua Confederación Suiza en 1415. Los territorios conquistados se dividieron en una zona de influencia bernesa en el oeste, un pequeño distrito bajo el dominio de Zúrich en el extremo este y dos distritos más grandes, los Freie Ämter ("distritos de administración libre") y el condado de Baden, que constituían la mitad oriental del cantón. La gobernanza de los dos últimos distritos se alternaba entre los distintos Estados miembros de la Confederación Suiza en forma de condominios. 
Tras la destitución de la Casa de Habsburgo, los estados suizos instalaron en varios de los castillos recién adquiridos los Landvögte, propietarios civiles que ejercían los poderes jurídicos y económicos del antiguo feudo feudal que ahora administraban, por ejemplo en el castillo de Lenzburg o en el Landvogteischloss (castillo del gobernador) en Baden. 
Por el contrario, muchos de los feudos más pequeños en poder de la baja nobleza (por ejemplo, el castillo de Hallwyl, propiedad de la familia de sus fundadores; o el propio castillo de los Habsburgo, en poder del ministerialis Wernher von Wohlen en el momento de la conquista) continuaron en el nuevo orden y no se vieron afectados directamente por él. 
Varios nobles, como los señores de Reinach en el castillo de Wildenstein, fueron oficialmente enfeudados por los cantones conquistadores, de modo que la única alteración en su título sobre la tierra fue un cambio de señor feudal, en este caso de los condes de Habsburgo a la ciudad-estado de Berna.
Existen testimonios de varias familias condales y otros nobles de alto rango en la época anterior a la conquista suiza:
| Escudo de armas | Familia                        | Comentarios |
| --------------- | ------------------------------ | --- |
|                 | Condes de Lenzburg             | Desde el siglo X, extinguidos en 1173; poseían extensas tierras alodiales en Aargau y varios condados y Vogteien en las partes de Suiza de habla alemana e italiana; su herencia se dividió entre los condes de Kyburg y los condes de Habsburgo en presencia del emperador, Federico I Barbarroja. |
|                 | Condes de Rheinfelden          | Documentados solo durante los siglos X y XI, se extinguieron en 1090; poseían tierras alrededor de Rheinfelden y en el Oberaargau; su descendiente más prominente, Rudolf de Rheinfelden, fue duque de Suabia y fue elegido rey del Sacro Imperio Romano por la facción papal durante la Controversia de las Investiduras; sus posesiones en Argovia fueron heredadas por los duques de Zähringen, quienes se extinguieron en 1218. |
|                 | Condes de Habsburgo            | Documentados por primera vez en el siglo X, se extinguieron en la línea masculina en 1740, pero continúan como la casa de Habsburgo-Lorena hasta el día de hoy; a principios del siglo XV, se habían convertido en una de las casas nobles más prominentes de Europa a través del matrimonio, la compra y la fuerza; antes de la conquista de 1415, poseían todo Aargau excepto Zofingen y Laufenburg, esta última perteneciente a su propia rama cadete de Habsburgo Laufenburg hasta su extinción en 1408.                                                                                        |
|                 | Condes de Frohburg             | Documentados desde el siglo XI, se extinguieron en 1367; poseían tierras en el noroeste y suroeste del cantón; fundaron Zofingen y Aarburg; se dividieron en las ramas Frohburg-Zofingen (†1307), Frohburg-Homberg (†1323) y Frohburg-Waldenburg (†1367); vendieron gran parte de sus tierras a los condes de Habsburgo durante el siglo XIV. |
|                 | Condes de Homberg y Thierstein | Documentados desde el siglo XI y extintos en la línea masculina en 1223; poseían los condados de Frickgau y Sisgau; su línea fue continuada por una rama de los Frohburg, que incluía al famoso minnesänger Wernher von Homberg, una figura clave en el preludio de la batalla de Morgarten; la línea se extinguió en 1323 con su joven hijo, Werner III de Homberg, y el Fricktal pasó a los Habsburgo. |
|                 | Freiherren de Tegerfelden      | Documentados desde 1113; originalmente al servicio de los duques de Zähringen; Ulrich de Tegerfelden fue abad de San Galo de 1167 a 1199 y simultáneamente obispo de Chur de 1170 a 1179; Konrad de Tegerfelden fue obispo de Constanza de 1208 a 1233. La casa se extinguió alrededor de mediados del siglo XIII, pero más tarde una familia de ministeriales al servicio de los Habsburgo continuó el nombre y, presumiblemente, el feudo. Aunque después de la muerte de Franz Ulrich de Tegerfelden en la batalla de Sempach, que ocurrió en 1386, la familia desaparece de nuestros registros. |
|                 | Freiherren de Klingen          | Dividida en dos ramas a principios del siglo XIII, con una rama reteniendo tierras en Aargau y la otra asentándose en el castillo de Hohenklingen cerca de Stein am Rhein; la familia fundó la ciudad de Klingnau e incluyó al minnesänger Walther von Klingen; se extinguieron en 1286, con la mayor parte de sus tierras uniéndose al condado de Baden. |
|                 | Freiherren de Wessenberg       | Documentados desde 1029; quizás originalmente ministeriales del convento femenino de la Abadía de Säckingen, también poseían el castillo de Leimental como feudo de los obispos de Basilea desde el siglo XIV; hombres leales de la Casa de Habsburgo, continuaron ostentando títulos en la Austria Anterior y fueron elevados al rango de Reichsfreiherren en 1681; aún existentes en Austria. |
|                 | Lords de Hallwil               | Documentados desde el siglo XII, probablemente como ministeriales de los condes de Lenzburg; más tarde ministeriales de los condes de Kyburg, poseían grandes propiedades alrededor del lago de Hallwil hacia finales del siglo XIV; aunque su castillo fue quemado durante la conquista de 1415, los señores de Hallwil lo reconstruyeron poco después; habiendo alcanzado el rango comital en tiempos posteriores, la casa sigue existiendo hoy en día. |
|                 | Lords de Reinach               | Documentados desde 1210; una rama de su familia al servicio de los Habsburgo se asentó en Sundgau y Alsacia, donde se les otorgó el rango de Freiherr y poseían varios feudos y cargos prominentes; vendieron sus últimos títulos en Suiza en 1545; aún existentes. |
|                 | Lords de Rüssegg               | También Reussegg, nombrados así por un castillo en Sins; poseían derechos y territorios en Sins, Aettenschwil y Auw, y tenían conexiones con varias otras familias nobles, incluyendo a los señores de Reinach; en generaciones posteriores, ciudadanos de Lucerna. Al alcanzar cierta prominencia a finales del siglo XIII (entre otros, la defensoría imperial sobre Zúrich), se vieron obligados a vender sus títulos en 1429; extintos por la línea masculina en 1483. |
|                 | Lords de Mülinen               | Documentados por primera vez alrededor de 1280 como schultheißen de Brugg; ministeriales de los condes de Habsburgo, poseían un gran número de feudos en Aargau; adquirieron la ciudadanía de Berna en 1407 y lentamente cambiaron el enfoque de su lealtad y matrimonios hacia Berna, donde se convirtieron en una familia importante dentro de la propia aristocracia de la ciudad; con un número de figuras históricas importantes en generaciones recientes, como Helene von Mülinen, la familia sigue existiendo hoy en día.                                                                   |
|                 | (von) Effinger                 | Documentados desde el siglo XIV como ciudadanos de Brugg; adquirieron un título de caballería y un escudo de armas a finales del siglo XV; poseyendo varios feudos de castillos en territorio bernés, se convirtieron en ciudadanos de Berna y fueron miembros establecidos de la aristocracia del estado-ciudad para el siglo XVII; se extinguieron en 1912. |

## Vaud
El cantón de Vaud, antiguo condado y luego país de Vaud, dependió sucesivamente de Borgoña, Zähringen, Saboya hasta 1536, y luego de Berna. En este cantón había algunas familias nobles feudales, familias de la nobleza saboyana,de la nobleza patricia de Berna, y de la "nobleza de integración".
- Familias nobles de Schaffhausen
- Familias nobles de Zug

## Neuchatel
Los gobernantes de Neuchâtel, originalmente señores, se convirtieron en condes a finales del siglo XIII y asumieron el rango de príncipe en 1618. Entre 1707 y la formación del moderno Estado de Suiza en 1848, el título de príncipe de Neuchâtel fue mantenido en unión personal por los reyes de Prusia. Debido a la continua ausencia de los gobernantes, el territorio fue administrado por gobernadores a partir de 1529. 
Como los príncipes frecuentemente ennoblecían a sus burgueses como recompensa por sus servicios civiles, los archivos heráldicos suizos enumeran más de cien familias aristocráticas con vínculos con el principado, la mayoría de ellas ennoblecidas después de 1500. Las familias mayores incluyen a D'Arens, Dapifer, Du Donjon o D'Estavayer.  

## Ginebra
Desde la Reforma, la República de Ginebra no reconoció oficialmente a la nobleza como cuerpo organizado. Había familias de antigua nobleza, familias de “nobleza de integración”, familias que se ennoblecieron en el extranjero y un gran número de familias nobles refugiadas en la época de la Reforma.
Sin embargo, contrariamente a las ideas generalmente aceptadas, la República de Ginebra hizo uso de su capacidad de ennoblecer. En particular, el 20 de agosto de 1680, cuando se ennobleció con el título de conde a la familia Noblet.
- Familias nobles de Glaris:
  - von Glarus
- Familias nobles de Appenzell
  - von Sutter

## Basilea
En 1382 la constitución reservó cuatro escaños del Consejo para las familias nobles. A partir del siglo siguiente las corporaciones y con ellas los ciudadanos de la ciudad tomaron el poder. Las familias nobles de esta época prefirieron abandonar Basilea que en consecuencia tendría un sistema corporativo. La nobleza fue entonces excluida de Basilea. En 1816 se hizo una excepción para los "barones Wieland", con la condición de que no utilizaran su título en Basilea. Sin embargo, hay algunas familias nobles cuya nobleza y títulos son anteriores a su recepción como ciudadanos de Basilea.
El cantón de Basilea tenía en lugar de la nobleza un patriciado llamado Daig, que dominaba su vida política. Sus miembros más destacados fueron las familias Bernoulli, Burckhardt, Faesch, Iselin, Koechlin, Liechtenhan, Merian,  Sarasin, Schlumberger, Vischer y Von der Mühll. 

## San Galo
En Soleura, el patriciado se fue formando gradualmente. Algunas familias crearon corporaciones para poder controlar la cooptación. De esta manera, la capacidad pasó a manos de una serie de familias privilegiadas, que formaron una clase noble patricia cuyos miembros tenían la calificación Herren und Bürger. Varias de estas familias aceptaron cartas de nobleza en el extranjero, particularmente en Francia.

## Situación actual
Los privilegios de la nobleza fueron suspendidos gradualmente después de 1798, con excepción de un resurgimiento en Lucerna y Friburgo durante la Restauración, entre 1814 y 1831. El artículo 4 sobre la igualdad de la Constitución federal suiza de 1848 puso fin definitivamente y legalmente a la nobleza suiza.  Hoy en día los títulos nobiliarios no aparecen ni en los registros ni en los instrumentos públicos. Sin embargo, a veces se toleran en los documentos administrativos y en la vida profesional de los nobles, es decir en las relaciones sociales. 
En Suiza quedan alrededor de 450 familias nobles, tanto suizas como extranjeras. Si contamos 15 personas por familia, aproximadamente el 1,06% de la población pertenece a la nobleza, una situación comparable a la de Francia. Sin embargo, existen grandes diferencias regionales: en el cantón de Appenzell, por ejemplo, casi no quedan familias nobles, mientras que en el cantón de Vaud hay más de cien. 